# Biatas nigropectus
El batará pecho negro o batará pechinegro (Biatas nigropectus), es una especie de ave paseriforme de la familia Thamnophilidae, la única del género monotípico Biatas. Habita en la mata atlántica comprendida entre Argentina y Brasil.

## Distribución y hábitat
Se distribuye por el sureste de Brasil (sureste de Minas Gerais, este de São Paulo, Río de Janeiro, oeste y este de Paraná, noreste de Santa Catarina) y noreste de Argentina (Misiones).
Esta especie es considerada rara y escasa en su hábitat natural: el sotobosque y el estrato medio de bosques de laderas de montaña, siempre prefiriendo tacuarales; entre los 500 y los 1500 m de altitud. En Argentina, el batará pecho negro ha sido visto solo entre bambú Guadua, en especial yatevo (Guadua trinii).

## Descripción
Mide 18 cm de longitud. Exhibe un penacho corto, despeinado y en general, erguido. El pico es robusto. El macho es vistoso, con la corona negra y la parte superior del cuello blanca, que alcanza la nuca, las faces y el mentón, collar nucal crema; por arriba es pardo, con las alas y la cola canela. Gran babero negro en el pecho, vientre parduzco. La hembra es parecida, con la corona rufo castaña, lista superciliar estrecha blanca (mucho menos evidente en el macho) y toda pardo obscuro por abajo. El pico es gris azulado, las patas gris plomo. el iris es pardo castaño.

## Comportamiento
Es un ave tímida y difícil de ser bien vista, anda solitaria o en pareja y sabe juntarse a bandadas mixtas del sotobosque. Muestra una fuerte preferencia por bambuzales, especialmente de la especie Merostachys, y raramente, o nunca, es vista fuera de esta vegetación.

### Alimentacióon
Se alimenta de insectos que obtiene a partir de las mismas plantas de bambú; larvas, arañas, pequeñas hormigas y semillas.

### Reproducción
La nidificación probablemente ocurre entre octubre y enero, pero es casi desconocida.

### Vocalización
El canto es una serie de 6-8 notas suaves, quejosas y agudas «kiu-kiu-kiu-kiu-kiu-kiu-kiu», en general mueve la cola en la vertical al cantar. Los llamados incluyen un «có» nasal, a veces repetido y un matraqueado delicado, ascendiente.

## Conservación
Esta especie ha sido considerada como vulnerable a nivel global por la Unión Internacional para la Conservación de la Naturaleza (IUCN), debido a que su pequeña población total, estimada en 3500 a 15 000 individuos se sospecha estar en rápida decadencia en línea con las tasas de pérdida de hábitat dentro de su zona de distribución.

### Amenazas
En Brasil, ha habido una rápida destrucción y fragmentación de la mata atlántica para agricultura, minería y plantaciones diversas. Lo que restó, sufre con la urbanización y expansión de la agricultura. En Argentina, la especie depende del bambú Guadua trinii, que tiene un ciclo de 30 años de crecimiento, semilleo y muerte masiva. No se sabe cómo esta especie responde a ese ciclo, pero se sospecha que haya una fuerte fluctuación de la población, con reducciones en los períodos de muerte del bambú, aumentado la vulnerabilidad a la extinción estocástica. Es el tipo de especie que puede fácilmente caer dentro de las fallas de las actuales políticas de conservación, porque su hábitat de bambú raramente es contemplado en las estrategias de conservación de la mata atlántica. En Misiones, la mayoría de las formaciones de Guadua trinii, y también los registros de Biatas nigropectus, ocurren fuera de los parques, a menudo cerca de casas, plantaciones o caminos, donde el bambú colonizó bosques degradados y existe un riesgo considerable de que sean cortados.

### Acciones de conservación
La especie ocurre en diversas áreas de protección: en los parques nacionales de Itatiaia, Serra dos Órgãos, Serra do Itajaí e Iguazú, estación ecológica Juréia-Itatins y en los parques estatales Intervales, Serra do Mar y Desengano, todos en Brasil. En Argentina en la Reserva de la biosfera Yabotí, en el parque nacional Iguazú y en los parques provinciales Cruce Caballero,  Piñalito y Urugua-í. Anteriormente considerada vulnerable en nivel nacional en Brasil, actualmente no se la considera amenazada.

## Sistemática

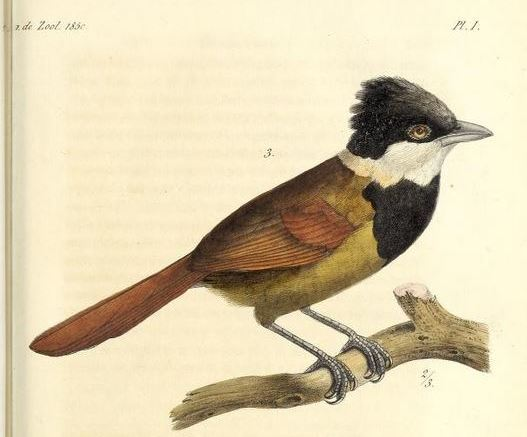
Biatas nigropectus, ilustración en Revue et Magasin de Zoologie Pure et Appliquée, 1850.

### Descripción original
La especie B. nigropectus fue descrita por primera vez por el ornitólogo francés Frédéric de Lafresnaye en 1850 bajo el nombre científico Anabates nigro-pectus; la localidad tipo es: «Río de Janeiro, Brasil».
El género Biatas fue descrito por los ornitólogos alemanes Jean Cabanis y Ferdinand Heine, Sr. en 1859.

### Etimología
El nombre genérico masculino «Biatas» proviene del griego «biatas»: tirano; y el nombre de la especie «nigropectus», se compone de las palabras del latín «niger»: negro  y «pectus»: pecho; significando «de pecho negro».

### Taxonomía
Sus relaciones taxonómicas son inciertas. Es monotípica.